# Zipper (Album)
Zipper ist das sechste Soloalbum Roger Chapmans und sein drittes, das sich in den deutschen Charts platzieren konnte. Es erschien 1986 auf dem Musiklabel Polydor und wird dem Genre Bluesrock zugerechnet. Zipper ist das letzte Album, auf dem sein langjähriger Musikerkollege und Songwriter Geoff Whitehorn mitwirkte.

## Musikstil
Zipper (dt.: Reißverschluss), ist ein umgangssprachlich mehrdeutiger Titel und war eine kleine musikalische Wende hin zu härterem Rock. Chapman jedoch störte diese musikalische Ausrichtung, da er den R&B bevorzugte, was schließlich zum Bruch mit seinem langjährigen Musikerkollegen und Songwriter Geoff Whitehorn führte.
Das Albumcover war entgegen seiner letzten vier Alben nicht im Pop-Art-Style gehalten, sondern eine Fotografie eines Sportschuhs in Bewegung und wurde von Quinton/Kite & Associates konzipiert.
Auf Zipper besingt Chapman das vergebliche Verbinden von unterschiedlichen Welten (Zipper, Never Love a Rolling Stone), beschreibt in vier Liedern den „Lauf“ durch das Leben und stellt in fast allen Songs biblische Bezüge her. Die Musik ist überwiegend dem härteren rhythmusbetonten Blues-Rock im Midtempo zuzuordnen. Chapman setzt seine Stimme entsprechend seinem Style vielfältig ein. Von warmer abgedunkelter Bruststimme mit seinem typischen Vibrato, bis zum Schreigesang in Woman of Destiny, oder ein Mix aus Kopf- und Bruststimme im Song Never Love a Rolling Stone.
Der Titelsong Zipper, der auch die Singleauskopplung des Albums war, beschreibt die Begegnung des Erzählers mit einer beeindruckenden wiedergeborenen Christin, die ihm das Evangelium lehren möchte er dies jedoch ablehnt mit den Worten „no dice“ (dt.: keine Chance). Jeder kann seine Meinung haben, jedoch mit der Seele spielen zu wollen, gehe zu weit („But messing with the zipper to my soul, no, no, no, It just ain't on“). Chapman besingt aus seiner Sicht das vergebliche Verbinden von zwei unterschiedlichen Welten bei unterschiedlichen Lebenskonzepten.
Running with the Flame nutzt in einem ambivalenten Sinne das Bild eines Siegesläufers und ist textlich wie ein Hymnus aufgebaut. Der Song besteht aus Vierzeiler, die mit „Salute the brave - running with the flame“ enden (dt.: Salut den Tapferen, welche mit der Flamme rennen.). Es ist in diesem Sinne einmal ein Loblied auf die Menschen, die ihr Leben tapfer meistern, aber auch, wie Chapman es besingt, ein spirituelles Licht über einem offenen Grab.
On Do-Die-Day beschreibt das „Auf“ und „Ab“ des Lebens und die Erkenntnis: „you've gotta walk before you run“ (Du musst erst gehen [lernen], um zu rennen). Aufgrund dieser Lebenserfahrung gewann Chapman seine Lebenseinstellung „I've seen the light, Come Judgement Day“ (dt. idiomatisch in etwa: "etwas verstanden zu haben)  und fürchte daher weder den Tod noch den kommenden Jüngsten Tag. Er schreit es regelrecht heraus, mit sich im Reinen zu sein.
Never Love a Rolling Stone ist eine Ballade und erzählt von mehrmaligen Begegnungen zwischen einer bodenständigen Frau und einem Schausteller im Laufe von 20 Jahren. Sie können jedoch nicht zusammenkommen, weil sie keinen fahrenden Schausteller lieben kann („She'd never love a rolling stone“). Ähnlich wie im Song Zipper verhindern unterschiedliche Lebenskonzepte eine Beziehung zwischen zwei Menschen, die sich schätzen.
Let the Beat Get Heavy ist ein klassischer Blues-Rock-Song im Mid-Tempo und drückt Chapmans eigentliche musikalische Sehnsucht aus: Musik mit kräftigen Beat.
It’s Never Too Late to Doo Ron Ron. ’the do do ron ron’ hat die Bedeutung eines erotischen Tanzes, in sexueller Hinsicht eine gute Zeit haben oder einfach Sex. Chapman stellt ’the do do ron ron’ zu verschiedenen geschichtlichen Zusammenhängen her.
In Woman of Destiny, ein biblischer Begriff, wird eine selbstbewusste Frau mit einer einzigartigen Identität und reiner Seele beschrieben.
Hoodoo Me Up ist ein ironisches Statement des Andersseins. Es gibt Menschen, die nicht in gängige Kategorien eingeordnet werden können und daher besonders sind.

## Entstehungsgeschichte
Roger Chapman, der bereits seine letzten zwei Alben zusammen mit Whitehorn produzierte, hatte nicht die nötige Geduld, das Album bis zum Schluss zu produzieren und überließ es am Ende Whitehorn („The problem was the production. Believe it or not I hate producing.“). Chapman war jedoch im Nachhinein mit dem Ergebnis unzufrieden, was schließlich zum musikalischen Bruch  zwischen beiden führte. Ihm waren die Songs zu hart abgemischt und klangen eher nach Metal als nach R&B. Die Trennung hatte sich jedoch schon nach der Produktion von The Shadow Knows angedeutet. Für Chapman war bereits dieses Album zu rockig produziert – „zu viel Whitehorn, zu wenig Chapman“ und so kam es immer wieder zu Spannungen zwischen den beiden aufgrund der musikalischen Ausrichtung. „Geoff habe eine starke Persönlichkeit, so Chapman, ich mache ihn für nichts verantwortlich … ich liebe Rock’n‘Roll … aber kein Metal“ Dennoch blieb Whitehorn bei Tourneen bis zum 10. November 1988 (Konzert in Zwingenberg) Mitglied der Shortlists und ist als Gastmusiker auf Chapmans Album Under No Obligation (1990) zu hören. In der Besetzung Geoff Whitehorn (Gitarre), Steve Simpson (Gitarre, Mandoline), Peter Stroud (Bass), Tim Hinkley (Keyboard), Poli Palmer, Nick Pentelow (Sax) and John Lingwood (Schlagzeug) traten sie am 3. September 1988 vor 250.000 Zuschauern auf dem Werner-Festval in Hartenholm auf.

## Titelliste
1. Zipper (Whitehorn/Chapman) 6:18
2. Running with the Flame (Chapman) 4:21
3. On Do-Die-Day (Whitehorn/Chapman) 6:09
4. Never Love a Rolling Stone (Chapman) 4:00
5. Let the Beat Get Heavy (Chapman) 4:54
6. It’s Never Too Late to Doo Ron Ron (Chapman) 4:39
7. Woman of Destiny (Chapman) 6:21
8. Hoodoo Me Up (Chapman) 3:24

## Charterfolge und Rezeption
Bei den Fans kam das Album Zipper gut an und konnte sich zwei Wochen in den Top 100 Charts in Deutschland halten. Es stieg am 7. April 1986 auf Platz 48 ein und erreichte eine Woche später mit Platz 49 die letzte Chartposition.
Das User-Rating auf AllMusic ergab 3½ Sterne von 5, während die AllMusic-Redaktion nur 2 1/12 Sterne gab. Der Musikkritiker Pete Feenstra (Real Music Magazine, 1992) fand, dass das Album in einer Phase der musikalischen Unbeständigkeit Chapmans entstand.